# Spraakholte
Onder de spraakholten worden die ruimten in hoofd en romp verstaan die het timbre van de menselijke stem bepalen. Het zijn, van onder naar boven: longen, luchtpijp, keelholte, mond en neusholte. Het is in deze ruimten dat de lucht resoneert terwijl deze door de stembanden in trilling wordt gebracht.